# Strada del Giuoco del Cacio

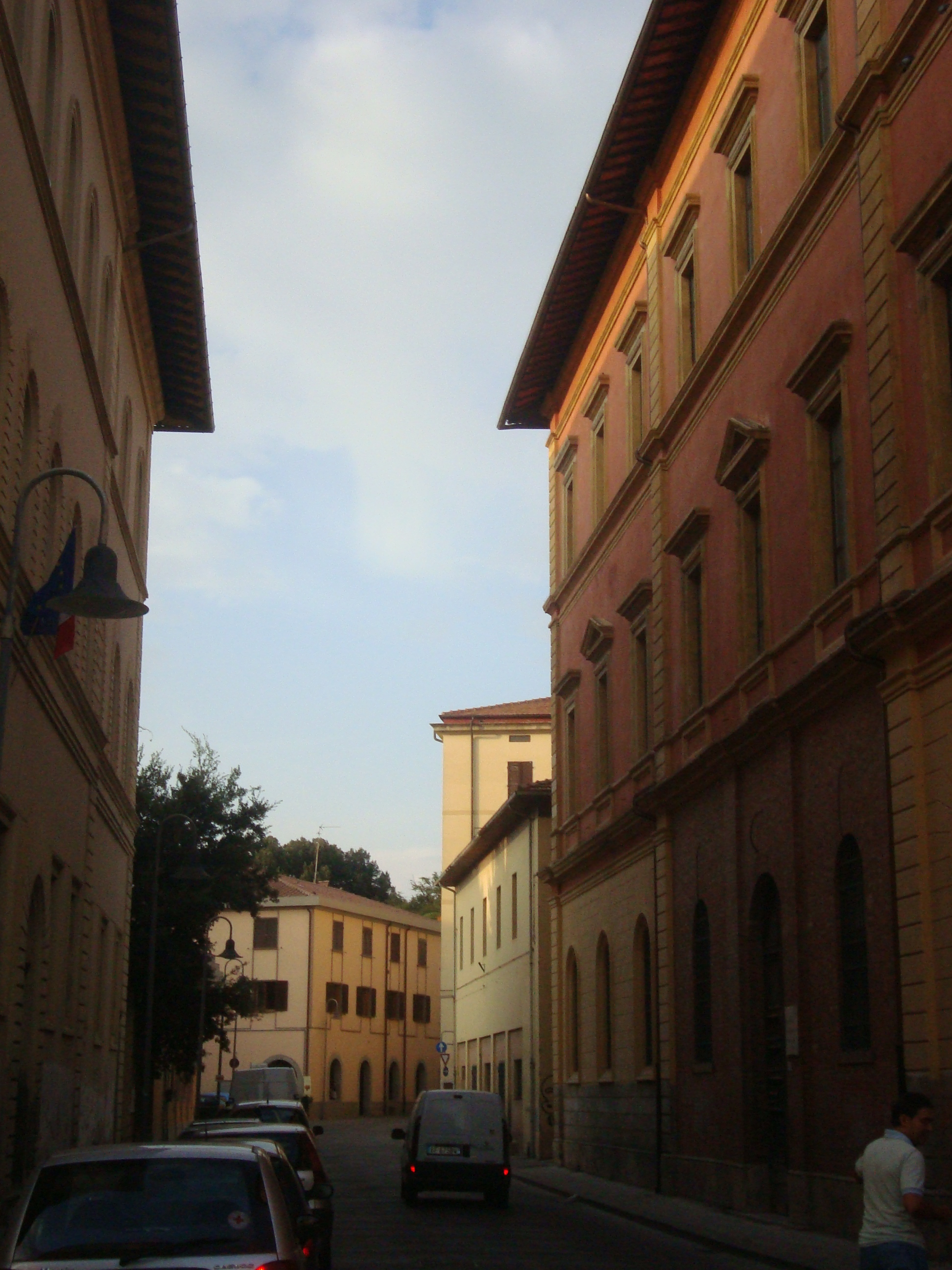
Via Giuseppe Mazzini

La strada del Giuoco del Cacio costituisce uno storico anello viario del centro di Grosseto, in Toscana.

## Storia
L'anello viario, di forma grossolanamente circolare, venne realizzato in seguito alla costruzione delle mura di Grosseto, avvenuta nella seconda metà del XVI secolo. La strada fu realizzata costeggiando l'intero perimetro interno della cerchia muraria. La denominazione fu conferita dall'antico gioco della ruzzola, che si svolgeva lungo l'intera strada e consisteva nel far rotolare forme di "cacio" (formaggio) senza farle cadere a terra.
La strada risulta ancora sterrata nel 1789 e necessitante di manutenzione continua, la quale veniva effettuata con il contributo dell'Abbondanza di Firenze, in quanto tale strada era principalmente utilizzata dai carri che portavano il grano ai magazzini di quella magistratura (che aveva sede a Grosseto presso la piazzetta Abbondanza). L'anello viario appare in tutte le carte del XVIII secolo dedicate alle fortificazioni grossetane, in virtù della loro funzione di collegamento tra i sei bastioni delle mura. La via è descritta nella Storia ecclesiastica della città e diocesi di Grosseto (1751) di Francesco Anichini, il quale indica tutti i beni ecclesiastici che vi si trovavano lungo il suo percorso.
La denominazione di "via del Giuoco del Cacio" è ancora documentata nella carta del catasto leopoldino realizzata da Gaetano Becherucci nel 1823. In seguito all'unità d'Italia, l'amministrazione comunale effettuò una complessiva sostituzione dell'odonomastica cittadina per celebrare le persone e i luoghi del Risorgimento: la parte occidentale dell'anello compreso tra Porta Vecchia e Porta Nuova venne intitolata a Giuseppe Mazzini, quella orientale ad Aurelio Saffi.

## Descrizione

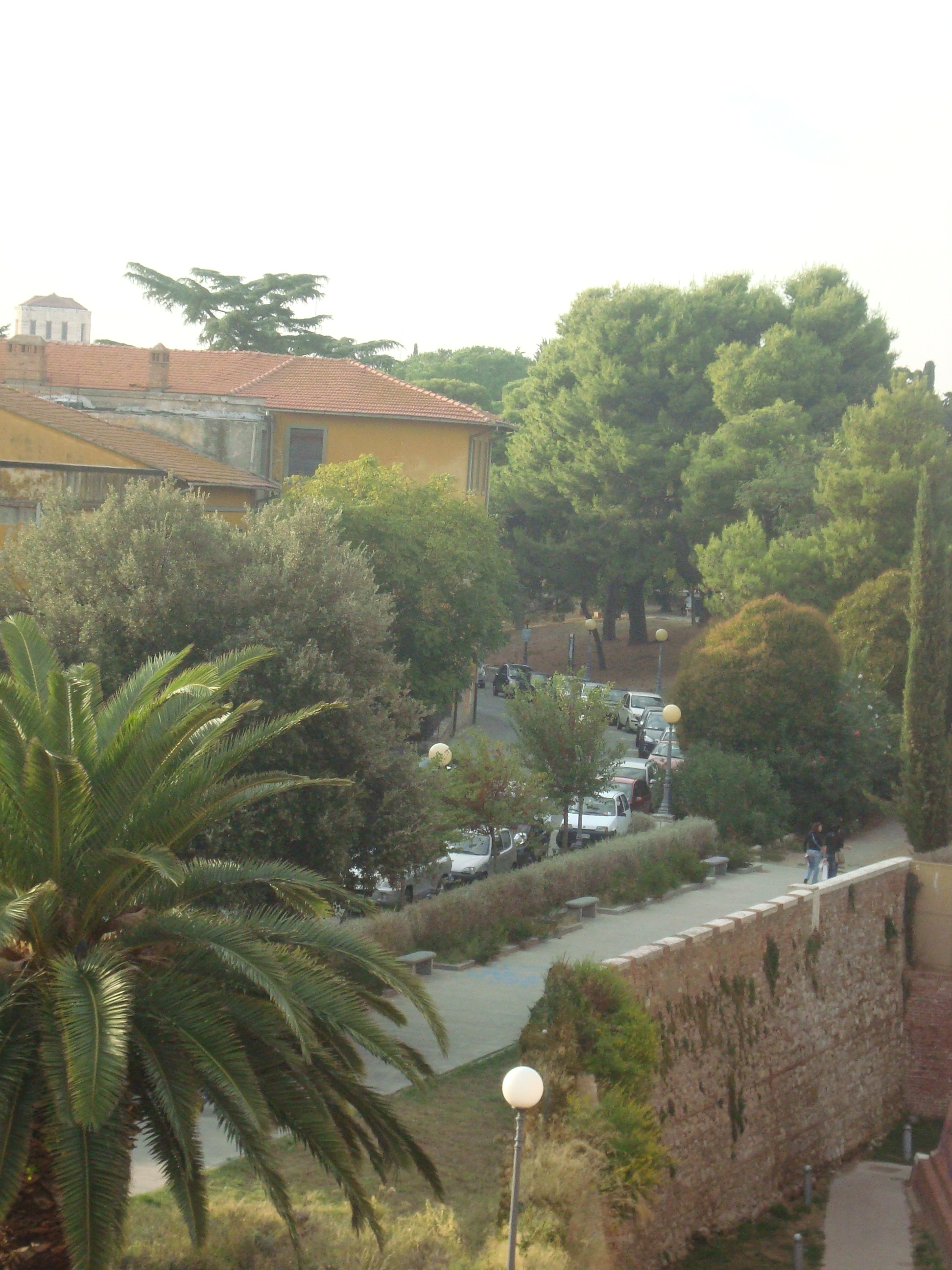
Via Aurelio Saffi vista dal bastione Fortezza

L'anello viario si snoda intorno al centro storico di Grosseto, costeggiando il perimetro interno delle mura. Nei pressi di ogni bastione vi sono rampe che permettono l'accesso alla passeggiata lungo le mura medicee.
Lungo la parte occidentale dell'asse viario (via Mazzini), partendo da Porta Vecchia, si affacciano subito il fianco laterale destro del cassero del Sale, la facciata laterale sinistra di palazzo Carmignani, la facciata principale dell'ex cinema Marraccini, e, più avanti, il lato sinistro di palazzo Giomi e la facciata laterale sinistra di gusto neoclassico del Grand Hotel Bastiani; sul lato opposto si trova il Teatro degli Industri, costruito nel XIX secolo tra la strada e il perimetro della cerchia muraria. Proprio lungo questa sponda semicircolare, la strada risultava già in origine più discostata dal perimetro delle mura di cinta, tanto che nel corso del tempo vi sono stati costruiti diversi edifici nello spazio che vi intercorreva. Tra gli altri palazzi ricordiamo il villino Mazzoncini, l'edificio ottocentesco delle scuole elementari e il palazzo Mensini, sede della Biblioteca Chelliana.
Lungo il lato orientale (via Saffi) il tracciato inizia con la facciata laterale del palazzo del Monte dei Paschi e, lungo il suo decorso, costeggia più direttamente e molto più da vicino le mura tra il bastione Rimembranza e il complesso del bastione Fortezza, presso il quale si trova il Cassero senese; qui si affacciano inoltre su via Saffi il prospetto posteriore dell'ex ospedale della Misericordia, sede dell'anagrafe e di alcuni uffici comunali, e il carcere di Grosseto.

## Edifici
Via Giuseppe Mazzini
- Cassero del Sale
- Palazzo Carmignani
- Cinema Marraccini
- Palazzo Giomi
- Grand Hotel Bastiani
- Villino Mazzoncini
- Teatro degli Industri
- Palazzo delle Regie scuole elementari
- Palazzo Mensini
- Case popolari di via Mazzini
- Ex albergo diurno Gorrieri

Via Aurelio Saffi
- Palazzo del Monte dei Paschi di Siena
- Casa del Fascio (retro)
- Ex ospedale della Misericordia (retro)
- Bastione Fortezza
- Carcere di Grosseto
- Case popolari di via Saffi
- Palazzo dell'ex convento (retro)